# بايا رحولي
باية رحولي، من مواليد 27 جويلية 1979 هي رياضية جزائرية التي تنافس في الوثب الثلاثي. هي حاملة الرقم القياسي الأفريقي في هذا الحدث، واثنين من ألقاب البطولة الأفريقية، وضرب فرانسواز مبانجو ايتون وكين ندوي في كلتا المناسبتين. في طبعتين من دورة الألعاب العربية حازت على الفوز السحيق، وفازت بثماني ميداليات ذهبية في المجموع.

## أهم المشاركات
- البطولات الأفريقية 2006 —المرتبة الخامسة (الوثب الثلاثي)
- العاب القوى العالمية الختامية لعام 2005—المركز الثامن (الوثب الثلاثي)
- ألعاب البحر الأبيض المتوسط 2005—الميدالية الذهبية
- البطولات العالمية لعام 2005—المركز السابع (الوثب الثلاثي)
- دورة الألعاب الأولمبية 2004—المرتبة السادسة (الوثب الثلاثي)
- دورة الألعاب العربية العاشرة 2004—الميدالية الذهبية (الوثب الثلاثي والوثب الطويل وسباق 100 متر حواجز، 100 متر)
- بطولة العالم الداخلية لعام 2003—المرتبة السابعة (الوثب الثلاثي)
- البطولات الافريقيه 2002—الميدالية البرونزية (الوثب الثلاثي)
- ألعاب البحر الأبيض المتوسط 2001—الميدالية الذهبية
- البطولات الافريقيه 2000—الميدالية الذهبية (الوثب الثلاثي)
- دورة الألعاب الأوليمبية لعام 2000—المركز الخامس (الوثب الثلاثي)
- 1999 جميع الألعاب الإفريقية—الميدالية الفضية (الوثب الثلاثي)
- كأس العالم 1998—المرتبة السادسة (الوثب الثلاثي)
- البطولات الافريقيه 1998 —الميدالية الذهبية (الوثب الطويل، الوثب الثلاثي)
- عضو بطولة العالم عام 1998—الميدالية الذهبية (الوثب الثلاثي)
- دورة الألعاب العربية الثامنة 1997—الميدالية الذهبية (الوثب الثلاثي والوثب الطويل وسباق 100 متر حواجز، 100 متر)

## أفضل الأنجازات الشخصية
- 100 متر—11.51 ق (1999)
- سباق 100 متر حواجز—13.50 ق (1998)
- -- الوثب الطويل : 6.70 م (1999)
- الوثب الثلاثي—14.98 م (2005)

## وصلات خارجية
- بايا رحولي على موقع الاتحاد الدولي لألعاب القوى (الإنجليزية)
- بايا رحولي على موقع الدوري الماسي (الإنجليزية)
- بايا رحولي على موقع اللجنة الأولمبية الدولية (الإنجليزية)
- بايا رحولي على موقع أوليمبيديا (الإنجليزية)